# Maciej Łasicki
Maciej Piotr Łasicki, född den 12 oktober 1965 i Gdańsk i Polen, är en polsk roddare.
Han tog OS-brons i fyra med styrman i samband med de olympiska roddtävlingarna 1992 i Barcelona.